# Borneohund
Borneohund (även dajakhund eller ibanhund) är en hundras från Borneo. Den är en primitiv pariahund som anses besläktad med den australiska dingon och Nya Guineas sjungande hund. Likt den senare är den mindre än dingon. Den har en karakteristiskt bred skalle. Borneohunden är ursprungsbefolkningarna dajakernas och ibanernas gårds- och jakthund. Borneohunden är inte erkänd av någon kennelklubb.